# 闹鬼的宫殿
《鬧鬼的宮殿》（英語：The Haunted Palace）是1963年美國國際電影公司拍攝的一部恐怖片，由罗杰·科尔曼執導，文森特·普莱斯、黛布拉·佩吉特和小朗·钱尼主演，這也是黛布拉·佩吉特出演的最後一部電影。
電影名來自愛倫·坡的同名詩作（1863年出版），但實際上其故事情節來自H·P·洛夫克拉夫特的《查尔斯·迪克斯特·瓦德事件》，導演只是借用愛倫·坡詩作中的八行分割故事情節。

## 外部連接
- 豆瓣电影上《闹鬼的宫殿》的資料 （简体中文）
- 互联网电影数据库（IMDb）上《The Haunted Palace》的资料（英文）

- AllMovie上《The Haunted Palace》的资料（英文）
- TCM电影资料库上《The Haunted Palace》的资料（英文）
- 爛番茄上《The Haunted Palace》的資料（英文）